# 재팬 엑스포
재팬 엑스포(Japan Expo, 일본어: ジャパン・エキスポ)는 1999년부터 프랑스 파리에서 열리는 일본 문화 축제이다. 대중 문화인 만화, 애니메이션, 게임, 음악 뿐만 아니라 다도 등 일본 고유의 전통 문화도 체험해 볼 수 있다. 2009년에는 10주년을 맞이했다.